# Renate Ludwig
Renate Ludwig (* 1955; † 14. November 2024 in Heidelberg) war eine deutsche Archäologin, deren Forschungsschwerpunkte im Bereich der Provinzialrömischen Archäologie und der archäologischen Denkmalpflege im Raum Heidelberg lagen.

## Leben und Wirken
Renate Ludwig studierte bei Hans Ulrich Nuber an der Albert-Ludwigs-Universität Freiburg und wurde im Wintersemester 1985/1986 mit einer von Kurt Böhner und Michael Müller-Wille angeregten und von Nuber betreuten Arbeit promoviert. In dieser Dissertation untersuchte und analysierte sie ein römisches Gräberfeld in der Gemeinde Schankweiler in der Eifel, das im frühen und mittleren 1. Jahrhundert n. Chr. angelegt worden war.
Im Jahr 1993 übernahm Renate Ludwig die Leitung der Abteilung Archäologie und Denkmalschutz am Kurpfälzischen Museum Heidelberg, die sie bis zu ihrem Eintritt in den Ruhestand 2022 innehatte. In ihrer Dienstzeit wurde ihre Abteilung offiziell als Untere Denkmalschutzbehörde für das Stadtgebiet von Heidelberg institutionalisiert. Zu Ludwigs ersten Projekten in Heidelberg gehörte die vollständige Neugestaltung der archäologischen Abteilung des Museums, die 1995 abgeschlossen wurde. Zwei Jahre später erschien begleitend der dazugehörige Einführungsband „Kelten, Kastelle, Kurfürsten – Archäologie am Unteren Neckar“. Ein weiterer Schwerpunkt ihrer Tätigkeit war die Erforschung der Gräberfelder des römischen Heidelbergs. Diesem Thema widmete sich unter ihrer leitenden Beteiligung ein langjähriges Forschungsprojekt, das von der Deutschen Forschungsgemeinschaft gefördert wurde und 2009 in einer umfangreichen Publikation der Grabungsergebnisse endete. Ein weiterer Arbeitsschwerpunkt waren die archäologischen Befunde auf dem Heiligenberg, die 2011 zum Grabungsschutzgebiet erklärt wurden. In Zusammenarbeit mit der Epigraphischen Datenbank Heidelberg erarbeitete Ludwig eine Publikation der römischen Inschriften und sonstigen Steindenkmäler des Kurpfälzischen Museums. Zu den von Ludwig mitverantworteten Sonderausstellungen gehörten „Kulturgeschichten: Archäologie am unteren Neckar“ (1997), „Unbekannte Krim – Archäologische Schätze aus drei Jahrtausenden“ (1999), „Straße ins Jenseits. Die römischen Gräberfelder von Heidelberg“ (2005), „Herkules – unsterblicher Held“ (2020) und „Krieg und Frieden: Konfliktarchäologie an Rhein und Neckar“ (2022/2023).
Neben ihrer Tätigkeit im Museum und auch während ihres Ruhestandes war Ludwig Geschäftsführerin des Förderkreises Archäologie in Baden, dem sie zuletzt zudem als Ehrenmitglied angehörte. In ihren letzten Lebensjahren arbeitete sie ehrenamtlich im Seniorenzentrum Wieblingen.

## Schriften
- Das frührömische Brandgräberfeld von Schankweiler, Kreis Bitburg-Prüm. Mit einem Beitrag von Joachim Wahl. In: Trierer Zeitschrift. Band 51, 1988, S. 51–422, DOI:10.11588/tz.1988.1.107629 (Open Access).
- Kelten, Kastelle, Kurfürsten. Archäologie am unteren Neckar (Schriftenreihe des Kurpfälzischen Museums der Stadt Heidelberg). Theiss, Stuttgart 1997, ISBN 3-8062-1241-4.
- mit Peter Marzolff: Der Heiligenberg bei Heidelberg (= Führer zu archäologischen Denkmälern in Baden-Württemberg. Band 20). Theiss, Stuttgart 1999, ISBN 3-8062-1416-6 (2., verbesserte und ergänzte Auflage, ebenda 2009, ISBN 978-3-8062-2261-6).
- als Bearbeiterin und Koordinatorin: Thomas Werner (Hrsg.): Unbekannte Krim. Archäologische Schätze aus drei Jahrtausenden. Kehrer, Heidelberg 1999, ISBN 3-933257-07-7.
- mit Andreas Hensen: Straße ins Jenseits. Die römischen Gräberfelder von Heidelberg. Greiner, Remshalden 2005, ISBN 3-935383-77-0.
- mit Francisca Feraudi-Gruénais: Die Heidelberger Römersteine. Bildwerke, Architekturteile und Inschriften im Kurpfälzischen Museum Heidelberg. Universitätsverlag Winter, Heidelberg 2017, ISBN 978-3-8253-6693-3.